# Gran Premio de los Países Bajos de Motociclismo de 1983
El Gran Premio de los Países Bajos de Motociclismo de 1983 fue la octava prueba de la temporada 1983 del Campeonato Mundial de Motociclismo. El Gran Premio se disputó el 25 de junio de 1983 en el Circuito de Assen.

## Resultados 500cc
La carrera fue vencida por el estadounidense Kenny Roberts, que tuvo una dura pugna con el japonés Takazumi Katayama y que duró hasta la última vuelta. Freddie Spencer acabó tercero pero aun conserva ocho puntos de ventaja sobre Roberts en la clasificación general.
Un grave incidente durante la carrera involucró al campeón del mundo, el italiano Franco Uncini al chocarse con el australiano Wayne Gardner, hecho que ha hecho temer por su vida. A la postre, se tuvo que perder el resto de la temporada.
| Pos.     | Piloto              | Equipo | Tiempo    | Pts. |
| -------- | ------------------- | ------ | --------- | ---- |
| 1        | Kenny Roberts       | Yamaha | 45:29.12  | 15   |
| 2        | Takazumi Katayama   | Honda  | +0.19     | 12   |
| 3        | Freddie Spencer     | Honda  | +6.94     | 10   |
| 4        | Randy Mamola        | Suzuki | +16.08    | 8    |
| 5        | Eddie Lawson        | Yamaha | +40.53    | 6    |
| 6        | Jack Middelburg     | Honda  | +51.29    | 5    |
| 7        | Marc Fontan         | Yamaha | +56.48    | 4    |
| 8        | Boet van Dulmen     | Suzuki | +1:19.93  | 3    |
| 9        | Raymond Roche       | Honda  | +1:27.86  | 2    |
| 10       | Mark Salle          | Suzuki | +1:48.68  | 1    |
| 11       | Stu Avant           | Suzuki | +2:22.97  |      |
| 12       | Norman Brown        | Suzuki | +2:26.38  |      |
| 13       | Henk de Vries       | Suzuki | +2:39.78  |      |
| 14       | Rob Punt            | Suzuki | +2:39.94  |      |
| 15       | Eero Hyvärinen      | Suzuki | +2:50.08  |      |
| 16       | Ernst Gschwender    | Suzuki | +2:53.27  |      |
| 17       | Fabio Biliotti      | Honda  | +2:55.07  |      |
| 18       | Philippe Coulon     | Suzuki | +2:57.96  |      |
| 19       | Rinus van Kasteren  | Suzuki | +1 Vuelta |      |
| 20       | Børge Nielsen       | Suzuki | +1 Vuelta |      |
| 21       | Franz Kaserer       | Suzuki | +1 Vuelta |      |
| 22       | Johan van Eijk      | Suzuki | +1 Vuelta |      |
| Ret      | Keith Huewen        | Suzuki | Ret       |      |
| Ret      | Barry Sheene        | Suzuki | Ret       |      |
| Ret      | Franck Gross        | Honda  | Ret       |      |
| Ret      | Peter Sjöström      | Suzuki | Ret       |      |
| Ret      | Dennis Ireland      | Suzuki | Ret       |      |
| Ret      | Wolfgang von Muralt | Suzuki | Ret       |      |
| Ret      | Jon Ekerold         | Cagiva | Ret       |      |
| Ret      | Sergio Pellandini   | Suzuki | Ret       |      |
| Ret      | Roger Marshall      | Honda  | Ret       |      |
| Ret      | Marco Lucchinelli   | Honda  | Ret       |      |
| Ret      | Franco Uncini       | Suzuki | Ret       |      |
| Ret      | Wayne Gardner       | Honda  | Ret       |      |
| Ret      | Steve Parrish       | Yamaha | Ret       |      |
| Ret      | Chris Guy           | Suzuki | Ret       |      |
| DNS      | Ron Haslam          | Honda  | DNS       |      |
| DNS      | Gianni Pelletier    | Honda  | DNS       |      |
| DNS      | Gustav Reiner       | Suzuki | DNS       |      |
| Sources: |                     |        |           |      |

## Resultados 250cc
Segundo triunfo de la temporada del venezolano Carlos Lavado que se impuso a su compatriota Ivan Palazzese y el francés Hervé Guilleux. Lavado lidera la clasificación general con 24 puntos de margen sobre el belga Didier de Radiguès.
| Pos. | Piloto                 | Moto       | Tiempo   | Pts. |
| ---- | ---------------------- | ---------- | -------- | ---- |
| 1    | Carlos Lavado          | Yamaha     | 45.13.77 | 15   |
| 2    | Iván Palazzese         | Yamaha     | 45.17.79 | 12   |
| 3    | Hervé Guilleux         | Kawasaki   | 45.18.04 | 10   |
| 4    | Jean-Louis Guignabodet | Rotax      | 45.24.59 | 8    |
| 5    | Martin Wimmer          | Yamaha     | 45.28.84 | 6    |
| 6    | Thierry Espié          | Chevallier | 45.29.27 | 5    |
| 7    | Didier de Radiguès     | Chevallier | 45.29.60 | 4    |
| 8    | Christian Estrosi      | Pernod     | 45.31.55 | 3    |
| 9    | Jacques Cornu          | Yamaha     | 45.40.06 | 2    |
| 10   | Donnie McLeod          | Yamaha     | 45.52.02 | 1    |
| 11   | Alan North             | Yamaha     | 45.55.94 |      |
| 12   | Jean-Michel Mattioli   | Yamaha     | 45.56.13 |      |
| 13   | Edwin Weibel           | Yamaha     | 46.02.78 |      |
| 14   | Tony Head              | Armstrong  | 46.07.46 |      |
| 15   | Paolo Ferretti         | Rotax      | 46.27.36 |      |
| 16   | Carlos Cardús          | Rotax      | 46.27.55 |      |
| 17   | Herbert Bessendörfer   | Yamaha     | 46.36.26 |      |
| 18   | Peter Looijesteijn     | Waddon     | 46.42.49 |      |
| 19   | Graeme McGregor        | Bartol     | 46.44.60 |      |
| 20   | Con Law                | EMC        | 46.49.79 |      |
| 21   | Teruo Fukuda           | Yamaha     | 47.27.47 |      |
| 22   | Bruno Lüscher          | Yamaha     | 48.35.50 |      |
| Ret  | Christian Sarron       | Real       | Ret      |      |
| Ret  | Alan Carter            | Yamaha     | Ret      |      |
| Ret  | Patrick Fernandez      | Yamaha     | Ret      |      |
| Ret  | Manfred Herweh         | Real       | Ret      |      |
| Ret  | Jean-François Baldé    | Chevallier | Ret      |      |
| Ret  | Harald Eckl            | Yamaha     | Ret      |      |
| Ret  | Massimo Matteoni       | Yamaha     | Ret      |      |
| Ret  | Bernard Fau            | Yamaha     | Ret      |      |
| Ret  | Guy Bertin             | MBA        | Ret      |      |
| Ret  | Thierry Rapicault      | Yamaha     | Ret      |      |
| Ret  | Jean-Marc Toffolo      | Rotax      | Ret      |      |
| Ret  | Mar Schouten           | MBA        | Ret      |      |
| Ret  | Roland Freymond        | Armstrong  | Ret      |      |
| Ret  | Siegfried Minich       | Rotax      | Ret      |      |
| DNQ  | Andy Watts             | EMC        | DNQ      |      |
| DNQ  | Svend Andersson        | Yamaha     | DNQ      |      |
| DNQ  | Gerard van der Wal     | Yamaha     | DNQ      |      |
| DNQ  | Ángel Nieto            | Yamaha     | DNQ      |      |
| DNQ  | René Delaby            | Armstrong  | DNQ      |      |
| DNQ  | Jeffrey Sayle          | Bartol     | DNQ      |      |
| DNQ  | Ruud Van der Dussen    | Yamaha     | DNQ      |      |
| DNQ  | Toni García            | Yamaha     | DNQ      |      |

## Resultados 125cc
En 125m el piloto español Ángel Nieto obtiene la quinta victoria de la temporada, consolidando su liderazgo en la clasificación general. El de Garelli no lo tuvo fácil ya que luchó hasta el último metro por la victoria con el también español Ricardo Tormo. El suizo Bruno Kneubühler completó el podio.
| Pos. | Piloto                 | Moto      | Tiempo   | Pts. |
| ---- | ---------------------- | --------- | -------- | ---- |
| 1    | Ángel Nieto            | Garelli   | 44.05.54 | 15   |
| 2    | Ricardo Tormo          | MBA       | 44.05.75 | 12   |
| 3    | Bruno Kneubühler       | MBA       | 44.06.15 | 10   |
| 4    | Gerhard Waibel         | MBA       | 44.19.24 | 8    |
| 5    | Johnny Wickström       | MBA       | 44.26.74 | 6    |
| 6    | Hans Müller            | MBA       | 44.36.71 | 5    |
| 7    | Eugenio Lazzarini      | Garelli   | 44.54.71 | 4    |
| 8    | Pierluigi Aldrovandi   | MBA       | 45.02.59 | 3    |
| 9    | Jean-Claude Selini     | MBA       | 45.06.74 | 2    |
| 10   | Fausto Gresini         | MBA       | 45.14.48 | 1    |
| 11   | Stefan Dörflinger      | MBA       | 45.15.55 |      |
| 12   | Helmut Lichtenberg     | MBA       | 45.28.47 |      |
| 13   | Alfred Waibel          | Real      | 45.28.68 |      |
| 14   | Henk van Kessel        | MBA       | 45.28.93 |      |
| 15   | August Auinger         | MBA       | 45.43.43 |      |
| 16   | Stefano Caracchi       | MBA       | 45.51.48 |      |
| 17   | Willy Pérez            | MBA       | 45.52.77 |      |
| 18   | Anton Straver          | MBA       | 46.04.77 |      |
| 19   | Lucio Pietroniro       | MBA       | 46.13.87 |      |
| 20   | Jacky Hutteau          | MBA       | 46.15.58 |      |
| 21   | Janez Pintar           | MBA       | 46.17.08 |      |
| 22   | Boy van Erp            | MBA       | 46.18.06 |      |
| 23   | Ilkka Jaakkola         | MBA       | 46.41.45 |      |
| 24   | Ton Spek               | MBA       | 46.47.53 |      |
| 25   | Paul Bordes            | MBA       | 46.56.41 |      |
| 26   | Olivier Liégeois       | Sanvenero | 46.57.49 |      |
| 27   | Kees van de Ven        | MBA       | 47.01.43 |      |
| 28   | Per-Edvard Carlsson    | MBA       | 47.34.52 |      |
| Ret  | Pier Paolo Bianchi     | Sanvenero | Ret      |      |
| Ret  | Maurizio Vitali        | MBA       | Ret      |      |
| Ret  | Erich Klein            | MBA       | Ret      |      |
| Ret  | Willem Heykoop         | Sanvenero | Ret      |      |
| Ret  | Hugo Vignetti          | MBA       | Ret      |      |
| Ret  | Martin van Soest       | MBA       | Ret      |      |
| Ret  | Hans Spaan             | MBA       | Ret      |      |
| Ret  | Jan Eggens             | EGA       | Ret      |      |
| DNQ  | Jan Bäckström          | MBA       | DNQ      |      |
| DNQ  | Andrés Sánchez         | MBA       | DNQ      |      |
| DNQ  | Tony Smith             | MBA       | DNQ      |      |
| DNQ  | George Looijesteijn    | EGA       | DNQ      |      |
| DNQ  | Thomas Maller Pedersen | MBA       | DNQ      |      |

## Resultados 50cc
La prueba de 50 cc. fue un apasionante duelo entre Eugenio Lazzarini y Stefan Dorflinger, que acabó con la victoria del italiano. Ricardo Tormo debía conformarse con una Garelli inferior a la del italiano y fue tercero.
| Pos. | Piloto              | Moto       | Tiempo    | Pts. |
| ---- | ------------------- | ---------- | --------- | ---- |
| 1    | Eugenio Lazzarini   | Garelli    | 31.25.15  | 15   |
| 2    | Stefan Dörflinger   | Kreidler   | 31.25.45  | 12   |
| 3    | Ricardo Tormo       | Garelli    | 32.05.75  | 10   |
| 4    | Claudio Lusuardi    | Moto Villa | 32.35.29  | 8    |
| 5    | Hagen Klein         | FKN        | 32.48.17  | 6    |
| 6    | Theo Timmer         | Casal      | 32.53.15  | 5    |
| 7    | Rainer Kunz         | FKN        | 32.54.93  | 4    |
| 8    | Reiner Scheidhauer  | Kreidler   | 32.55.69  | 3    |
| 9    | Hans Spaan          | Kreidler   | 32.57.55  | 2    |
| 10   | Jos van Dongen      | Kreidler   | 33.18.83  | 1    |
| 11   | Gerhard Singer      | Kreidler   | 33.30.00  |      |
| 12   | Zdravko Matulja     | Tomos      | 33.34.00  |      |
| 13   | Paul Bordes         | Moto 2L    | 33.53.61  |      |
| 14   | Otto Machinek       | Kreidler   | 33.56.41  |      |
| 15   | Bert Smit           | PRS        | 33.51.47  |      |
| 16   | Rini Vrijdag        | Kreidler   | 34.52.45  |      |
| 17   | Chris Baert         | Kreidler   | 35.16.63  |      |
| 18   | Günter Schirnhofer  | Kreidler   | 1 Vuelta  |      |
| 19   | Mika-Sakari Komu    | Kreidler   | 1 Vuelta  |      |
| 20   | Wim de Jong         | Kreidler   | 1 Vuelta  |      |
| 21   | Gerhard Bauer       | Ziegler    | 2 Vueltas |      |
| Ret  | George Looijesteijn | Kreidler   | Ret       |      |
| Ret  | Paul Rimmelzwaan    | Kreidler   | Ret       |      |
| Ret  | Hans-Jürgen Hummel  | Sachs      | Ret       |      |
| Ret  | Ian McConnachie     | Rudge      | Ret       |      |
| Ret  | Joaquín Galí        | Bultaco    | Ret       |      |
| Ret  | Ingo Emmerich       | EV         | Ret       |      |
| Ret  | Thomas Engl         | Engl       | Ret       |      |
| Ret  | Hans Koopman        | Kreidler   | Ret       |      |
| Ret  | Kasimir Rapczynski  | Kreidler   | Ret       |      |
| Ret  | Reiner Koster       | Kroko MK1  | Ret       |      |
| Ret  | Inge Arends         | Schuster   | Ret       |      |
| Ret  | Hans-Joachim Ritter | Kreidler   | Ret       |      |
| Ret  | Bertus Grinwis      | Kreidler   | Ret       |      |
| Ret  | Antoon Gevers       | Kreidler   | Ret       |      |
| DNQ  | Edward Rees         | Kreidler   | DNQ       |      |
| DNQ  | Stefan Danielsson   | Kreidler   | DNQ       |      |